# Ouhai
Ouhai léase Óu-Jái (en chino simplificado, 瓯海区; pinyin, Ōuhǎi qū) es un distrito urbano bajo la administración directa de la ciudad-prefectura de Wenzhou. Se ubica en la provincia de Zhejiang, este de la República Popular China. Su área es de 466 km² y su población total para 2010 fue cerca al millón de habitantes.

## Administración
El distrito de Ouhai se divide en 13 pueblos que se administran en 12 subdistritos y 1 poblado.